# Atlántida (Uruguay)

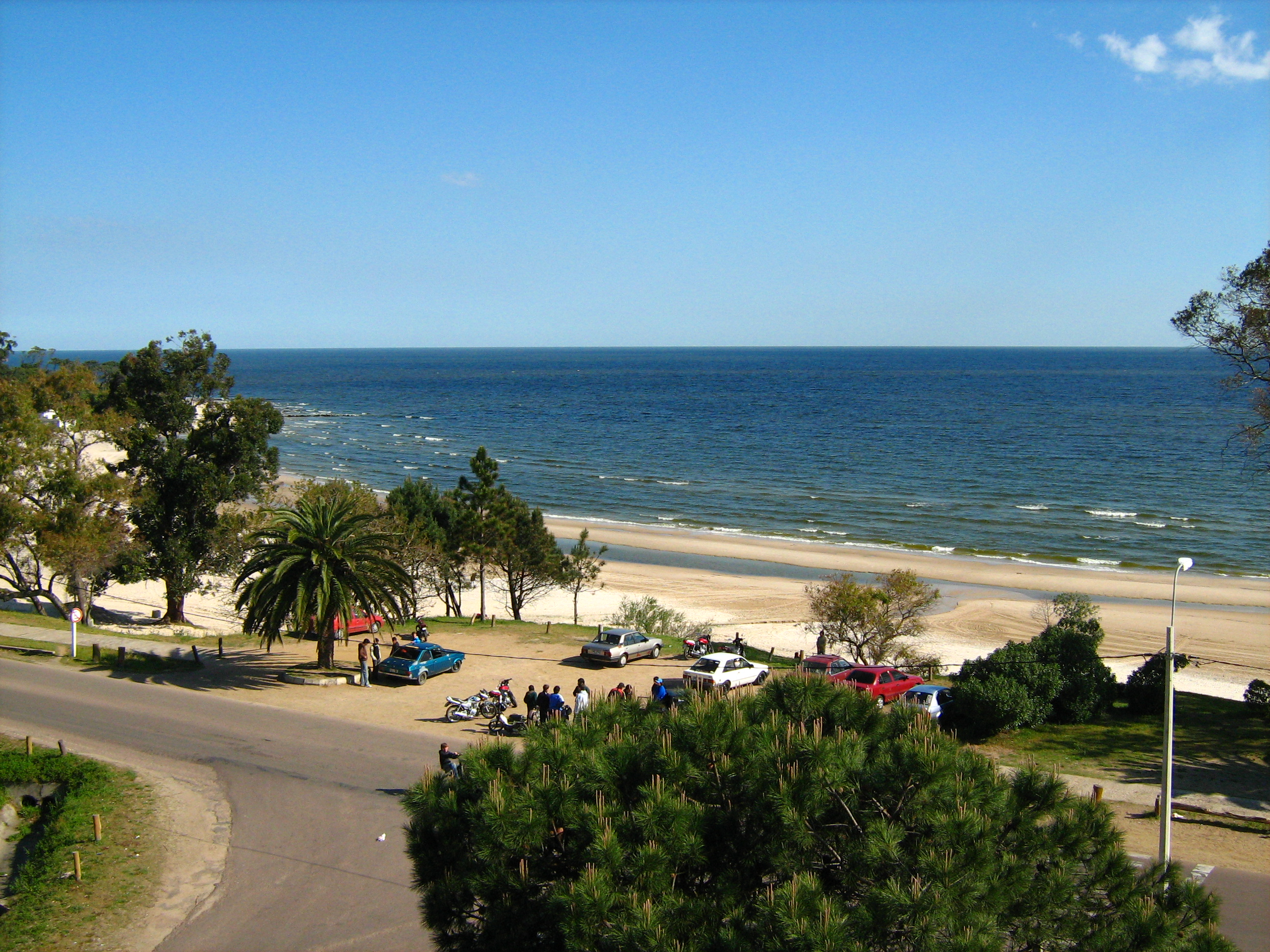
Playa Mansa de Atlántida.

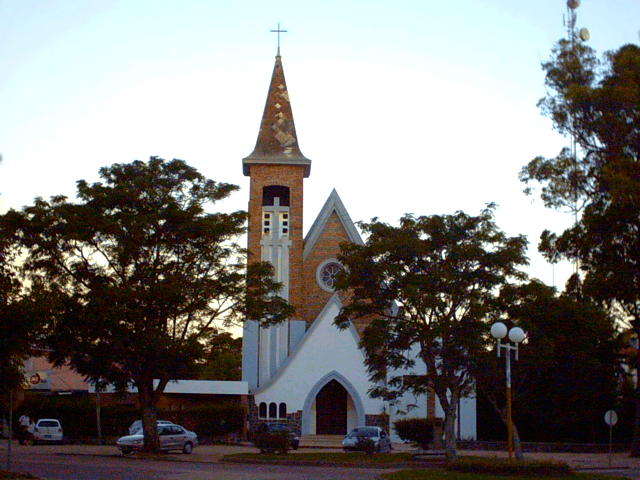
Capilla del Sagrado Corazón en el centro de Atlántida

Atlántida es una ciudad y balneario uruguayo del departamento de Canelones, es además sede del municipio homónimo.

## Ubicación
Se encuentra al sur del departamento de Canelones, sobre las costas del Río de la Plata, y en el km 45 de la ruta Interbalnearia, en su intersección con la ruta 11. Limita al oeste con el balneario de Villa Argentina, al este con el de Las Toscas y al norte con Estación Atlántida.

## Historia
Previo al desarrollo de Atlántida, la zona era una faja de arenas de unos 5 km de ancho junto a las costas del Río de la Plata. Esta zona era frecuentada por familias pudientes de Pando que realizaban campamentos en la zona de la playa Mansa.
En el año 1908 se constituyó la Sociedad Anónima «La Arborícora Uruguaya», cuyo cometido era la adquisición de terrenos para la plantación de árboles, para su explotación posterior. Esta sociedad adquirió a Marcelino, Pedro y Nicolás La Cruz Hernández, un campo situado en la zona de Las Toscas, que en aquel momento formaba parte de la sección Pando del departamento de Canelones. Esta sociedad que estaba formada por médicos y estudiantes de medicina, llevó a cabo la plantación de unos ciento cincuenta mil eucaliptus. Es así que por esa época la zona se conoció popularmente, con el nombre de playa de los Médicos.
En 1910, el ingeniero Juan P. Fabini y el doctor Francisco Ghigliani compraron un terreno de 510 hectáreas, ubicado en Las Toscas, el cual se encontraba contiguo a las tierras de la sociedad anónima La Arborícora Uruguaya. Los propietarios de ambos terrenos constituyeron entonces la «Territorial Uruguaya Sociedad Anónima» , que adquirió las tierras de Fabini y Ghigliani en 1911.
El 19 de octubre de 1911 se funda Atlántida, con el diseño del plano del balneario por parte del Ingeniero Juan Pedro Fabini, y se comienza el fraccionamiento de la zona y el amojonamiento de solares. Poco tiempo después en enero de 1913 fue inaugurado el emblemático «Atlántida Hotel», y por la misma época se comenzó con la construcción de la carretera que unía la entonces estación Las Toscas (hoy Estación Atlántida) con la playa.
Los primeros en afincarse en el joven balneario fueron médicos y estudiantes de medicina, quienes bautizaron al balneario con su actual nombre, recordando al legendario continente de la Atlántida. En 1918 llega a la localidad la energía eléctrica, para 1920 se contaba con una cancha de golf con 18 hoyos, ubicada en el actual parque de vacaciones de AGADU y para 1932 ya se contaba con servicio de agua corriente.
En 1939 Natalio Michelizzi compra los terrenos aún no vendidos y sin urbanizar a la Territorial Uruguaya Sociedad Anónima. Este comerciante que frecuentaba el balneario, construyó allí el «Planeta Palace Hotel» y posteriormente su casino. En 1951 fue inaugurado el «Atlántida Country Club», donde se realizaron fiestas de importante prestigio social, con la presencia de orquestas como los Lecuona Cuban Boys, Cab Calloway, Enrique Madriguera y los cantantes Raphael, Roberto Carlos, Julio Iglesias, entre otros. El Country también fue sede en elecciones de concursos de belleza como «Miss Uruguay» y «Miss Juventud».
El balneario fue elevado oficialmente a la categoría de ciudad por ley 13.609 del 7 de setiembre de 1967.
Con el desarrollo del área metropolitana de Montevideo, Atlántida se ha convertido en una ciudad con una cantidad de pobladores estables mucho mayor que hace unas décadas, lo que se evidencia en el crecimiento de la oferta de servicios, tanto públicos como privados.

## Población
Según el censo de 2011 la ciudad contaba con una población de 5.562 habitantes. Para 2023, según el censo de población, la cantidad de habitantes había ascendido a 8.139.

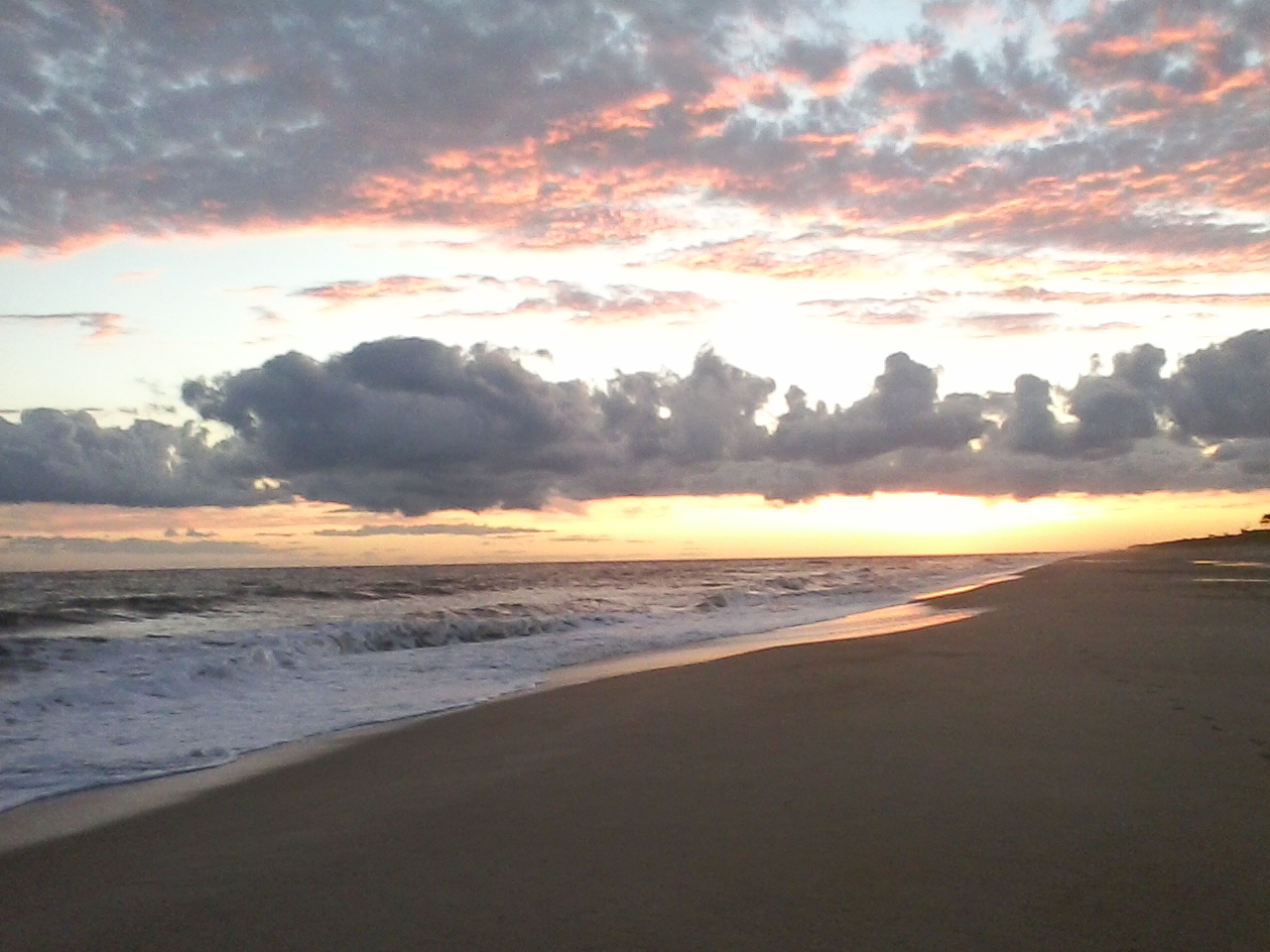
Playa Brava

| 1 559         | 2 268 | 2 764 | 3 989 | 4 580 | 5 562 | 8 139 |
| (Fuente: INE) |       |       |       |       |       |       |

## Localidades
Lista de localidades que integran el Municipio de Atlántida y que junto a ella conforman una única área urbana con 13 632 habitantes permanentes, según el censo de 2023. Estas localidades son: Estación Atlántida, City Golf y Villa Argentina. Se trata de una zona de urbanización casi ininterrumpida que las une.  
| Localidad          | Habitantes en 2023 |
| Atlántida          | 8.139              |
| Estación Atlántida | 2.397              |
| City Golf          | 1.822              |
| Villa Argentina    | 1.274              |
| Total              | 13.632             |

## Atractivos
Algunos de los principales atractivos son:
- La iglesia construida por Eladio Dieste, llamada Parroquia del Cristo Obrero, de llamativa arquitectura, que se ubica en la zona de Estación Atlántida. Fue nombrada Patrimonio Mundial por la UNESCO en 2021.[9]
- El Águila (Villa Argentina), situada al oeste y al lado de Atlántida,  es una enigmática y atractiva construcción en piedra que dio motivo a varias leyendas populares. Se la puede observar desde distintos puntos, incluso, a varios kilómetros de distancia debido a su gran tamaño. Fue construida por Natalio Michellizzi, quien la llamó originalmente "La Quimera". Michelizzi fue un acaudalado hombre de negocios italiano, residente en Buenos Aires. En una de sus recorridas por la zona, decidió construir una capilla al borde mismo de un acantilado. Esta nunca se llevó a cabo pero, en cambio, surgió de su imaginación la construcción de La Quimera, con materiales de la zona y en forma totalmente artesanal, sin planos, ingenieros ni arquitectos. Por algún tiempo, La Quimera fue lugar de reunión de Michellizzi con sus amigos, o refugio para largas horas de lectura en solitario. Michellizzi fallece pronto y el edificio y sus jardines comienzan en una etapa de rápido deterioro.

A partir de allí todo es leyenda. Se dice que fue desde refugio de contrabandistas a observatorio de espías nazis, pasando por "centro de energía cósmica" y otras leyendas que pueden escucharse de boca de los lugareños.
- Se destaca en la arquitectura de la ciudad, por su altura, una torre de antenas de telecomunicaciones de la empresa estatal ANTEL, aunque no es un atractivo como tal.
- Las playas locales son dos y se caracterizan por estar bordeadas de pinos; ellas son La Brava, al este, y La Mansa al oeste. Frente a la punta rocosa que las separa emerge el Islote de La Sirena. La playa Mansa se caracteriza por poseer poco oleaje, en cambio La Brava tiene normalmente muchísimo oleaje y es muy concurrida por jóvenes que gustan de los deportes acuáticos. Estas playas están completamente desiertas en los meses de invierno.

## Accesos
A sólo 45 km de Montevideo, la capital del país, y a menos de 30 km del Aeropuerto Internacional de Carrasco. Se accede muy fácilmente desde la capital o desde el aeropuerto a través de la Ruta Interbalnearia. Para los turistas que llegan desde la República Argentina a través de Colonia o de los puentes internacionales General Artigas, General San Martín o Salto Grande, se accede a través de la Ruta N.º 11.

## Curiosidades
- El poeta Pablo Neruda concurría a Atlántida junto a Matilde Urrutia, la que luego sería su tercera esposa. El poeta nombraba al balneario como Datitla (nombre del chalet prestado por su amigo, el arquitecto uruguayo Mántaras), manteniendo en secreto del mundo el lugar de sus escapadas amorosas.
- En 2005, Atlántida fue una de las locaciones elegidas para el rodaje de Vicio en Miami, por su edificación art deco que semeja zonas de Miami.[10][11]